# Seaverinia geranii
Seaverinia geranii är en svampart som först beskrevs av Seaver & W.T. Horne, och fick sitt nu gällande namn av Whetzel 1945. Seaverinia geranii ingår i släktet Seaverinia och familjen Sclerotiniaceae.   Inga underarter finns listade i Catalogue of Life.